# Porstjärnen (Älekulla socken, Västergötland)
Porstjärnen är en sjö i Marks kommun i Västergötland och ingår i Viskans huvudavrinningsområde.